# Yvette Dugay
Pour les articles homonymes, voir Duguay.

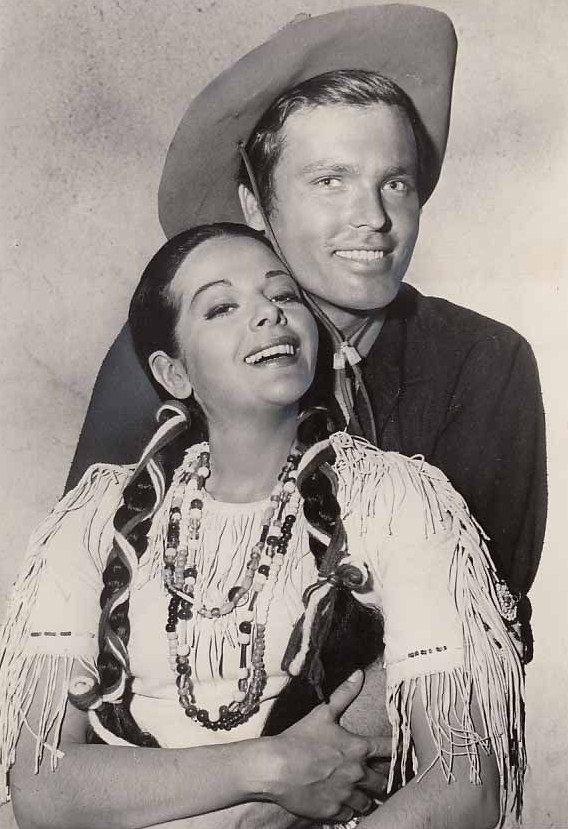
Avec Ty Hardin, dans la série-western Bronco, épisode School for Cowards (1959, photo promotionnelle)

Audrey L. Pearlman — née le 24 juin 1932 à Marseille (Bouches-du-Rhône) et morte le 14 octobre 1986 à Los Angeles (Californie) — est une actrice américaine, connue sous le nom de scène d’Yvette Dugay (parfois créditée Yvette Duguay).

## Biographie
Née de parents commerçants alors installés à Marseille, mais revenus aux États-Unis alors qu'elle a deux ans, Yvette Dugay entame enfant une carrière au cinéma, à l'occasion du film musical The Chocolate Soldier de Roy Del Ruth (avec Nelson Eddy et Risë Stevens), sorti en 1941.
Suivent dix-sept autres films américains, dont Ali Baba et les Quarante Voleurs d'Arthur Lubin (1944, avec María Montez et Jon Hall), Le Grand Caruso de Richard Thorpe (son premier film adulte, 1951, avec Mario Lanza et Ann Blyth), ainsi que les westerns À feu et à sang de Budd Boetticher (1952, avec Audie Murphy et Beverly Tyler), La Reine de la prairie d'Allan Dwan (1954, avec Barbara Stanwyck et Ronald Reagan) et Domino Kid de Ray Nazarro (son dernier film, 1957, avec Rory Calhoun et Kristine Miller).
Pour la télévision américaine, elle contribue à vingt-deux séries dès 1952, dont plusieurs dans le domaine du western, incluant The Lone Ranger (un épisode, 1955), Zorro (un épisode, 1958) et Cheyenne (deux épisodes, 1960), sa dernière série, après quoi elle se retire définitivement.
Yvette Dugay meurt prématurément en 1986, à 54 ans.

## Filmographie partielle

### Cinéma
- 1941 : The Chocolate Soldier de Roy Del Ruth : une enfant chantant dans la séquence Seek the Spy
- 1944 : Ali Baba et les Quarante Voleurs (Ali Baba and the Forty Thieves) d'Arthur Lubin : Amara enfant
- 1944 : Heavenly Days d'Howard Estabrook : Emica
- 1944 : Voyage sans retour (Till We Meet Again) de Frank Borzage : une orpheline
- 1946 : Les Vertes Années (The Green Years) de Victor Saville : une enfant
- 1951 : Le Grand Caruso (The Great Caruso) de Richard Thorpe : Musetta Barretto
- 1951 : Le peuple accuse O'Hara (The People Against O'Hara) de John Sturges : Mme Katrina Lanzetta
- 1952 : À feu et à sang (The Cimarron Kid) de Budd Boetticher : Rose
- 1952 : Hiawatha de Kurt Neumann : Minnehaha
- 1954 : Tennessee Champ de Fred M. Wilcox : Blossom
- 1954 : Terreur à Shanghaï (The Shanghai Story) de Frank Lloyd : Mme Leah De Verno
- 1954 : La Reine de la prairie (Cattle Queen of Montana) d'Allan Dwan : « Starfire »
- 1957 : Domino Kid (The Domino Kid) de Ray Nazarro : Rosita

### Télévision
(séries)
- 1953 : Les Aventures de Superman (The Adventures of Superman), saison 2, épisode 15 My Friend Superman de Thomas Carr : Elaine
- 1955 : The Lone Ranger, saison 4, épisode 46 The Return : Talana
- 1957 : Circus Boy, saison 1, épisode 36 Little Vagabond de Lew Landers : Maria Gaetano
- 1958 : Maverick, saison 2, épisode 12 Prey of the Cat de Douglas Heyes : Raquel Morales
- 1958 : Zorro, saison 2, épisode 11 La Flèche enflammée (The Flaming Arrow) de Charles Lamont : Milana del Carmen
- 1959 : Bronco, saison 1, épisode 16 School for Cowards de Lee Sholem : Monacita
- 1960 : Cheyenne, saison 4, épisodes 7 et 8 Gold, Glory and Custer, Part I (Prelude) & Part II (Requiem) de George Waggner : « Lone Woman »